# Mancha Júcar-Centro
Mancha Júcar-Centro es una mancomunidad y comarca del nornoroeste de la provincia de Albacete (España). Procedente de la fusión socioeconómica de las antiguas mancomunidades de La Mancha-Centro de Albacete y La Mancha del Júcar, en la actualidad suele considerarse como una comarca unida, y así aparece en los actuales catálogos de turismo. Dichas mancomunidades comprendían las siguientes localidades:
- Por parte de la Mancha-Centro: Minaya y Villarrobledo.[2]

- Por parte de la Mancha del Júcar: Barrax, Fuensanta, La Gineta, Montalvos, La Roda, Tarazona de la Mancha y Villalgordo del Júcar.[3]

Situada a no más de una hora y media de ciudades como Alicante, Albacete, Madrid o Murcia, con una población cercana a los 60.000 habitantes y una extensión de 1.967 km², la conforman, por un lado pueblos y ciudades de un marcado carácter manchego con una importante riqueza patrimonial y cultural, y por otro, pueblos de gran belleza paisajística, como los situados en las riberas del Júcar.

## Municipios
| Municipio             | Población | Superficie | Densidad |
| --------------------- | --------- | ---------- | -------- |
| Villarrobledo         | 25.989    | 862,41     | 30,63    |
| La Roda               | 15.868    | 398,79     | 40,07    |
| Tarazona de la Mancha | 6.543     | 212,58     | 30,81    |
| La Gineta             | 2.532     | 136,75     | 18,17    |
| Barrax                | 1.915     | 189,86     | 10,11    |
| Minaya                | 1.564     | 69,83      | 22,5     |
| Villalgordo del Júcar | 1.147     | 46,68      | 24,79    |
| Fuensanta             | 327       | 23,96      | 14,4     |
| Montalvos             | 108       | 24,78      | 4,44     |

## Geografía
Esta mancomunidad es manchega en su totalidad, y concretamente podría encuadrarse, totalmente o en gran parte, en el seno de la Mancha de Montearagón. No obstante, en ella pueden observarse sus distintas tipologías: Mientras el oeste y el centro podrían encuadrarse en el más puro llano manchego (Mancha Alta); el este, particularmente los municipios de Fuensanta, Montalvos, Villalgordo del Júcar y Tarazona de la Mancha, están en el valle del río Júcar, cercanos ya a La Manchuela.
Limita al norte con La Mancha de Cuenca y la Manchuela conquense; al este, limita con La Manchuela albaceteña; al sur, con los Llanos de Albacete y la sierra de Alcaraz y Campo de Montiel; y al oeste, con la Mancha de Criptana.

## Cultura
Dos de las expresiones más notables del Carnaval en toda Castilla, que hunden sus raíces en el siglo XVI, se dan en Tarazona de la Mancha y Villarrobledo. Así mismo, en La Roda, se está trabajando por recuperar un Carnaval casi tan antiguo y con tanta tradición como la de los dos citados.

## Mancomunidades

### Asociación para el Desarrollo Integral Mancha Júcar-Centro
En la comarca se creó la Asociación para el Desarrollo Integral Mancha Júcar-Centro para el desarrollo de la comarca. La sede de la ADI Mancha Júcar-Centro se encuentra en Montalvos, contando con oficina también en Villarrobledo. 
La comarca cuenta con un plan estratégico sostenido en cuatro pilares: 
- Potenciar la comarca como eje de desarrollo rural sostenible.
- Generar nuevas formas de desarrollo económico para creación de empleo duradero y de calidad.
- Proteger y recuperar el medio ambiente y los recursos de la comarca.
- Garantizar servicios próximos y de calidad en todos los municipios de la comarca.

### Otras mancomunidades
La ADI Mancha Júcar-Centro es la encargada del desarrollo rural en la comarca, pero también cuenta la comarca con mancomunidades que unen municipios para prestar servicios al ciudadano. Mancomunidades de la comarca:
- Mancomunidad Mancha Centro: formada por los municipios de Villarrobledo y Minaya. Se encarga sobre todo de proyectos de nuevas tecnologías y de la televisión local de estos dos municipios.
- Mancomunidad Mancha Júcar: integrada por los municipios Minaya, Fuensanta, Montalvos, Villalgordo del Júcar, Barrax, La Roda y Tarazona de la Mancha de la comarca Mancha Júcar-Centro y por el municipio La Herrera de la comarca SACAM; creada para prestar servicios sociales mancomunados y otros servicios como recogida de residuos, servicios de animación y otros servicios como urbanismo y centro de la mujer.
- Mancomunidad Pedralta: mancomunidad para recogida de residuos que está formada por Minaya, Casas de Haro, Casas de Fernando Alonso y Casas de los Pinos. Estos tres últimos municipios pertenecientes a la comarca del Záncara.
- Mancomunidad Valdemembras: mancomunidad creada entre Tarazona de la Mancha y Madrigueras (comarca Manchuela) para la recogida de residuos.